# Naaldlager

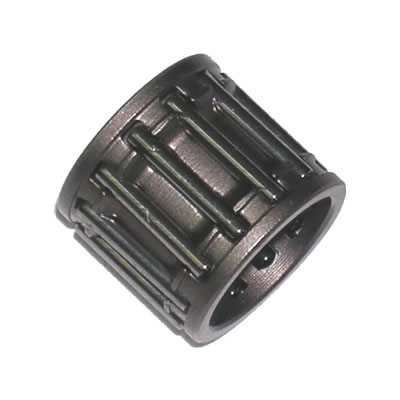
Naaldlager zonder buitenring

Een naaldlager is een rollend lager met langwerpige cilinders als rollende elementen. Een naaldlager heeft een kleinere radiale afmeting dan andere cilinderlagers, maar een grotere lengte. Ze zijn daarom geschikt als de radiale inbouwruimte beperkt is.
Een axiaal naaldlager of naaldtaatslager is vergelijkbaar met een axiaal cilinderlager met cilindrische rollen die dun zijn ten opzichte van hun diameter. Ook kunnen deze lagers zware belastingen opnemen.

## Toepassingen
De toepassing van een naaldlager is vergelijkbaar met die van een gewone kogellager. Het verschil zit in de snelheid en belasting. Een naaldlager is beter geschikt voor hoge belastingen (omdat er een lijnvormig contact is in plaats van een puntvormig contact), maar minder geschikt voor hoge snelheden.

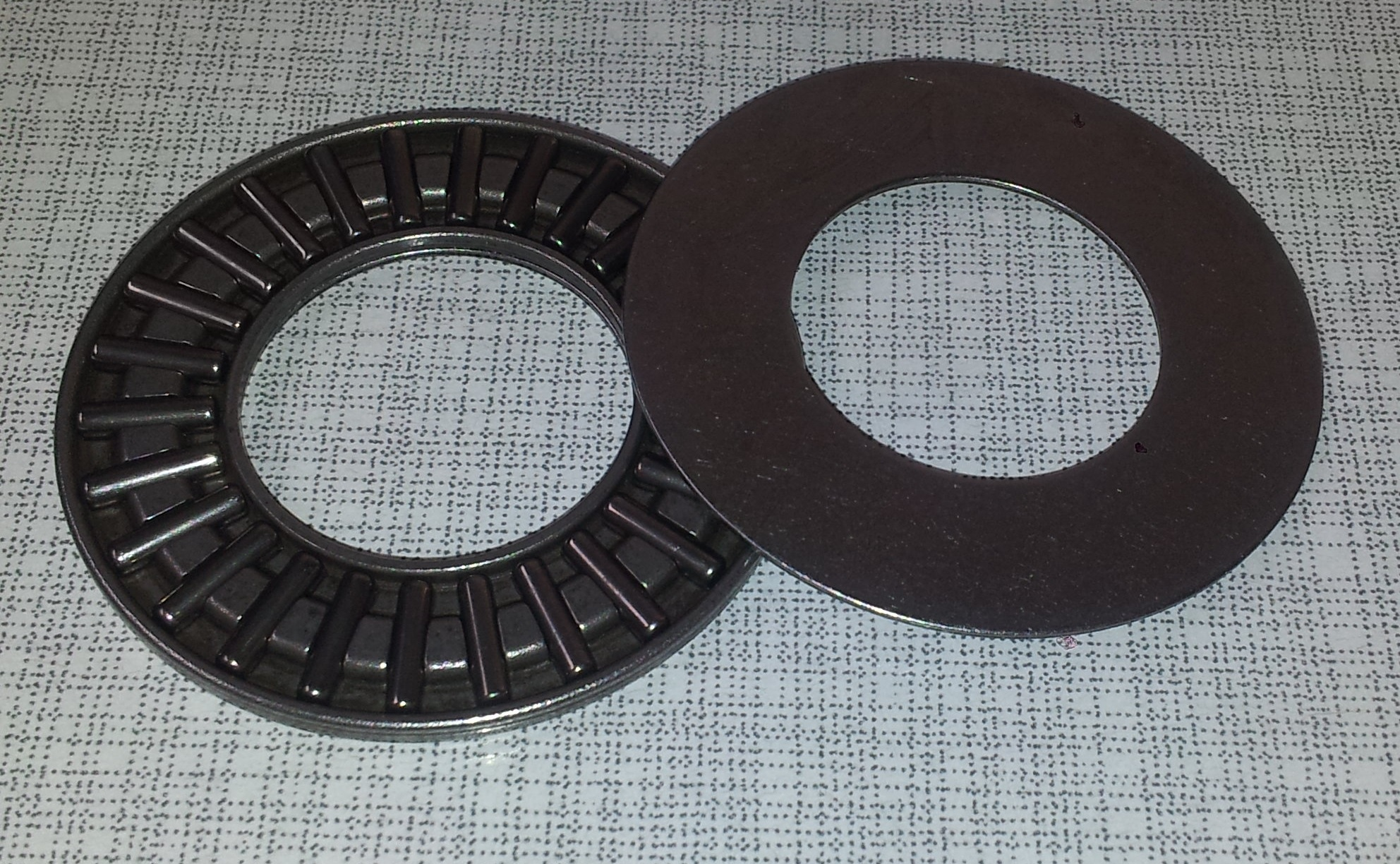
Axiaal naaldlager